# Chris Morris
Christopher Vernard Morris (Atlanta, Georgia, 20 de enero de 1966) es un exjugador de baloncesto estadounidense que disputó once temporadas en la NBA. Con 2,03 metros de altura, jugaba en la posición de Alero. Posteriormente, disputó la Liga filipina.

## Trayectoria deportiva

### Universidad
Jugó durante cuatro temporadas con los Tigers de la Universidad de Auburn, con los que logró una media de 13,4 puntos y 6,7 rebotes por partido.

### Profesional
Fue elegido en la cuarta posición del Draft de la NBA de 1988 por New Jersey Nets, equipo que lo eligió para intentar suplir la baja en el equipo de Orlando Woolridge, convertido en ese momento en agente libre. No defraudó en su primera temporada, ganándose poco a poco un puesto en el quinteto titular, y acabando el año promediando 14,1 puntos y 5,2 rebotes, lo que le valieron para ser elegido en el segundo mejor quinteto de rookies de la NBA.
A pesar de que su paso por los Nets, en las siete temporadas que permaneció allí, fue destacado, no bajando en ninguna de ellas de los 10 puntos por partido, se le recordará sobre todo por romper un tablero del Continental Airlines Arena en la temporada 1992-93, al realizar un mate en un partido de liga regular.
En 1995 fue traspasado a Utah Jazz, ya con 30 años, y allí comenzó su declive. A pesar de mantener su nivel en su primera temporada en el equipo mormón, las dos siguientes fue utilizado en contadas ocasiones. En 1999 fue enviado a Phoenix Suns, donde tras un año pondría fin a su carrera en la NBA. En sus once temporadas promedió 11,0 puntos y 4,7 rebotes por encuentro.
Posteriormente, como muchos otros jugadores veteranos de la liga, probó fortuna en la liga de baloncesto de Filipinas. Hasta 38 jugadores elegidos en las dos primeras rondas del Draft de la NBA han jugado allí.